# Phare de Vir
Le phare de Vir (en croate : Svjetionik otok Vir) est un feu actif situé sur de l'île de Vir (municipalité de Vir) dans le Comitat de Zadar en Croatie. Le phare est exploité par la société d'État Plovput .

## Histoire
Le phare, construit en 1881 sur l'île de Vir, se trouve au sud-ouest de celle-ci, à environ 5 km à l'ouest de la ville. L'île se situe au sud de l'île de Pag.

## Description
Le phare  est une tour octogonale en pierre de 21 m de haut, avec galerie et lanterne attachée à une maison de gardien en pierre d'un étage. La totalité du bâtiment est blanc. Il émet, à une hauteur focale de 21 m, un éclat blanc toutes les 10 secondes. Sa portée est de 11 milles nautiques (environ 21 km).
Identifiant : ARLHS : CRO-188 - Amirauté : E3081 - NGA : 12824 .

## Caractéristiques dufeu maritime
Fréquence : 10s (W)
- Lumière : 1 seconde
- Obscurité : 9 secondes

|                  |
| Les îles croates |

### Lien connexe
- Liste des phares de Croatie